# 辛邦
辛邦是巴布亚新几内亚莫雷贝省休恩半岛上的一个村庄和行政区。 
1886 年，德国路德派传教士约翰·弗莱尔（Johann Flierl）在新几内亚岛东端芬什哈芬（Finschhafen，今芬什港）一带活动时，通过学习当地语言，在辛邦附近建立了第一个路德宗传道站和学校。